# Thecla thrasyllus
Thecla thrasyllus är en fjärilsart som beskrevs av Jacob Hübner 1837. Thecla thrasyllus ingår i släktet Thecla och familjen juvelvingar. Inga underarter finns listade i Catalogue of Life.